# Årets Pandabok
Årets Pandabok är ett svenskt litterärt och fotografiskt pris som har utdelats av Världsnaturfonden WWF sedan år 1972. Priset delas ut av kung Carl XVI Gustaf till den bok som man anser har den bästa naturskildringen i ord och bild.
År 1983 tillkom priset Årets Pandabok för barn, vilket delades ut fram till och med år 2006.

## Pristagare
Källa: 
- 1974 – Lars Holmberg - Djur som kanske... om människans dårskap i umgänge med naturen
- 1975 – Sven Gillsäter - Mera vilt än tamt
- 1976 – Jan Lindblad - Guayana, ett tropiskt vildmarksrike
- 1977 – Edvin Nilsson, Lennart Arvidsson - Muddus, den gamla skogen
- 1978 – Rolf Edberg, Jan Weborg - Skuggor över savannen
- 1979 – Kenneth Clark - Djuren och människan
- 1980 – Thor Larsen & Magnar Norderhaug - Arktis
- 1981 – Britt & Sture Karlsson (Traeving) - Den stora boken om världens tranor
- 1982 – Arne Sucksdorff - Ett hem på jorden
- 1983 – Anna Horn - Min bit på jorden
- 1984 – Stefan Jonsson (zoolog) - Lodjur
- 1985 – Peter Hanneberg - Seychellerna, fristad i oceanen
- 1986 – Naturgeografernas bästa
- 1987 – Sven Gillsäter - Galapagos - Urtid i nutid
- 1988 – Peter Kranz - Levande Natur - Om hotade växter och djur i det svenska landskapet
- 1989 – Gunnar Brusewitz - Våra landskapsdjur
- 1990 – Lennart Sand - Det besjälade landskapet. Naturen genom en konstnärs ögon
- 1991 – Stefan Lundgren, Olle Carlsson m.fl. - Antarktis
- 1992 – Peter Hanneberg - Levande älv - längs Kalixälven från fjäll till hav
- 1993 – Mattias Klum och Hans Odöö - När dimman lättar
- 1994 – Magnus Elander och Staffan Widstrand - Safari till världens finaste viltområden
- 1995 – Pelle Holmberg - Naturen året runt. En inspirationsbok
- 1996 – Gunnar Brusewitz, Henrik Ekman - Ekoparken: Djurgården - Haga - Ulriksdal
- 1997 – Jens Wahlstedt - I pandans tecken - 'Boken om Världsnaturfonden WWF
- 1998 – Mattias Klum - Skogens öga
- 1999 – Jan-Peter Lahall och Hans Odöö - Så skimrande / Enchanted land
- 2000 – Peter Gerdehag, Mårten Aronsson - Bygden där vinden vände
- 2001 – Claes Grundsten och Peter Hanneberg - Världsarv - naturens mästerverk
- 2002 – Dag Peterson - Rovfåglar och ugglor i Norden
- 2003 – Magnus Elander, Staffan Widstrand och Johan Lewenhaupt - Rovdjur
- 2004 – Tom Schandy - Det vilda Afrika
- 2005 – Tommy Hammarström - Älgen / Nordic Giant
- 2006 – Magnus Ullman och Brutus Östling - Mellan vingspetsarna
- 2007 – Roine Magnusson och Anders Wallén - Den underbara resan
- 2008 – Staffan Söderblom och Brutus Östling - Örnarnas rike
- 2009 – Magnus Elander och Staffan Widstrand - Vindar från Arktis
- 2010 – Claes Grundsten - Sveriges Nationalparker
- 2011 – Uri Golman - TigerSpirit
- 2012 – Roine Magnusson, Mats Ottosson och Åsa Ottosson - Kor
- 2013 – Lage Larsson och Hans Strand - Året runt, naturen, vädret & de svenska årstiderna
- 2014 – Felix Heintzenberg - Nordiska nätter. Djurliv i skymning och gryning
- 2015 – Felix Heintzenberg, Tom Schandy - I skuggan av träden
- 2016 – Brutus Östling - Bevingat, magiska möten i fågelmarker
- 2017 – Ola Jennersten och Tom Svensson - Vid vägs ände
- 2018 – Staffan Widstrand och Magnus Lundgren - Ett vildare liv - En bok om det vildas återkomst[3]
- 2019 – Brutus Östling – under Afrikas himlar[4]
- 2020 – Melissa Schäfer och Fredrik Granath - Bortom isbjörnens rike
- 2021 – Ola Jennersten – Naturlycka[5]
- 2022 – Magnus Lundgren och Staffan Widstrand – Papua - bland paradisfåglar och djävulsrockor[6]
- 2023 – Åsa och Mats Ottosson – Hemma därute – handbok i naturnärhet[7]
- 2024 – Claes Grundsten – Skärgård[8]
- 2025 – Erik Hansson – Upplevelser i Sveriges natur[9]

## Barnboksklassen
Källa: 
- 1985 – Håkan Hallander - I Kungsörnens rike
- 1986 – Ulf Svedberg och Lars Klinting - Håll stövlarna leriga
- 1987 – Jin Xuqi och Markus Kappeler - Jättepandan i Kinas bambuskogar
- 1988 – Göran Bergengren - Gäddan, fågelsjöns krokodil
- 1989 – Lars Klinting - Första fågelboken
- 1990 – Bertil Pettersson - I björnskogen
- 1991 – Lars Klinting - Första trädboken
- 1992 – Carl Anders Lindstén - Rädda världen
- 1993 – Lars Klinting - Första insektsboken
- 1994 – Ingvar Björk och Curt Lofterud - Varjen Ulva och hennes ungar
- 1995 – Leif Eriksson - Mattis fågelbok
- 1996 – Erik R. Lindström - Titta ett gryt!
- 1997 – Erik R. Lindström - Stortass
- 1998 – Sven Zetterlund och Ingegerd Zetterlund - Simba: barnens bok om Afrikas vilda djur
- 1999 – Bertil Pettersson - Djuren kring mitt björngömsle
- 2000 – Jan Pedersen - I Arabiens öknar
- 2001 – Anna Roos - Sälliv
- 2002 – Sven Zetterlund och Ingegerd Zetterlund - De vilda djurens rike
- 2003 – Carl Sören Colbing - Tärnan
- 2004 – Anna Olsson, Anna Sommansson, Björn Bergenholtz och Martin Sjöström - Myror i djungelbrallan
- 2005 – Mats Ottosson, Åsa Ottosson och Filippa Widlund - Äventyret Naturen: från asfaltdjungel till ögonkorall
- 2006 – Stefan Docksjö, Emma Sahlén och Ingrid Zetterlund-Persson - Vatten - Guttas resa mellan himmel och hav